# Lorella Bernardoni
Lorella Bernardoni (La Spezia, 3 luglio 1958 – Sanremo, 9 agosto 2020) è stata una cestista italiana.

## Carriera
Giocò a Treviso vincendo lo scudetto 1981.

Esordì nella Nazionale dell'Italia il 14 luglio 1978 segnando 14 punti contro gli Stati Uniti a Messina. Quello stesso anno fu insignita del Collare d'oro al merito sportivo.

Disputò i Campionati mondiali del 1979. Il suo record di punti in Nazionale è 28.

## Vita privata
Sposata con il cestista Mauro Poletti, il figlio Mitchell è anch'egli un cestista.